# Pesi supermosca
I Pesi supermosca sono una categoria di peso del Pugilato.

## Limiti di peso
Nel pugilato moderno il peso dei contendenti non deve superare:
- professionisti: 115 libbre (52,2 kg)

## Campioni professionisti

### Uomini
Dati aggiornati al 15 aprile 2023. Fonte: BoxRec.
| Federazione | Dal | Campione | Record | Difese | Prossima difesa                                                                                                | Sfidante (record)                                                                                              |
| ----------- | --- | --- | --- | --- | --- | --- |
| WBA         | 23 giugno 2020 | Joshua Franco                                                                                                  | 18-1-3 (8 KO)                                                                                                  | 3 | 24 giugno 2023                                                                                                 | Kazuto Ioka (29-2-1; 15 KO)                                                                                    |
| WBA         | - Il 12 aprile 2023 è stata resa nota la data della sfida tra Joshua Franco e Kazuto Ioka. I due pugili si affronteranno a Tokyo il 24 giugno 2023. Si tratta della loro seconda sfida, dato che i due si erano già affrontati il 31 dicembre 2022 in un incontro finito in pareggio. | | | | | |
| WBC         | 3 dicembre 2022 | Juan Francisco Estrada                                                                                         | 44-3-0 (28 KO)                                                                                                 | 0 | | |
| WBO         | VACANTE - Prossimo incontro (20 maggio 2023): Junto Nakatani (24-0-0; 18 KO) vs Andrew Moloney (25-2-0; 16 KO) | VACANTE - Prossimo incontro (20 maggio 2023): Junto Nakatani (24-0-0; 18 KO) vs Andrew Moloney (25-2-0; 16 KO) | VACANTE - Prossimo incontro (20 maggio 2023): Junto Nakatani (24-0-0; 18 KO) vs Andrew Moloney (25-2-0; 16 KO) | VACANTE - Prossimo incontro (20 maggio 2023): Junto Nakatani (24-0-0; 18 KO) vs Andrew Moloney (25-2-0; 16 KO) | VACANTE - Prossimo incontro (20 maggio 2023): Junto Nakatani (24-0-0; 18 KO) vs Andrew Moloney (25-2-0; 16 KO) | VACANTE - Prossimo incontro (20 maggio 2023): Junto Nakatani (24-0-0; 18 KO) vs Andrew Moloney (25-2-0; 16 KO) |
| WBO         | Il 17 febbraio 2023, la WBO ha ufficializzato la rinuncia alla corona di campione dei pesi supermosca WBO di Kazuto Ioka, ordinando a Junto Nakatani (lo sfidante obbligatorio della categoria) e ad Andrew Moloney di cominciare le trattative per un prossimo incontro valevole per il titolo. Ioka, prima di rinunciare al titolo WBO, era stato obbligato da quest'ultima a difendere il titolo contro Junto Nakatani, ma fra le due parti non era stato raggiunto l'accordo. Ioka ha quindi deciso di rinunciare alla corona WBO per poter sfidare per il titolo WBA Joshua Franco. Dopo la rinuncia al titolo di Kazuto Ioka, Nakatani e Moloney hanno trovato l'accordo per disputare l'incontro valevole per il titolo vacante WBO, che si terrà il 20 maggio 2023 a Las Vegas. | | | | | |
| IBF         | 26 febbraio 2022 | Fernando Martínez                                                                                              | 15-0-0 (8 KO)                                                                                                  | 1 | | |

### Donne
Dati aggiornati al 5 febbraio 2023. Fonte: BoxRec.
| Federazione | Dal              | Campione                | Record        | Difese | Prossima difesa | Sfidante (record) |
| ----------- | ---------------- | ----------------------- | ------------- | ------ | --------------- | ----------------- |
| WBA         | 24 giugno 2022   | Clara Lescurat          | 8-0-0 (3 KO)  | 1      |                 |                   |
| WBC         | 1 ottobre 2022   | Ashley González Macías  | 15-2-0 (7 KO) | 0      |                 |                   |
| WBC         | 8 settembre 2022 | Adelaida Ruiz (interim) | 12-0-1; 6 KO) | 0      |                 |                   |
| WBO         | 1 dicembre 2022  | Mizuki Hiruta           | 4-0-0 (0 KO)  | 0      |                 |                   |
| IBF         | 30 gennaio 2021  | Micaela Luján           | 11-1-1 (3 KO) | 2      |                 |                   |

## Professionisti
Alcuni tra i migliori rappresentanti della categoria sono stati:
- Johnny Tapia
- Carlos Gabriel Salazar
- Vic Darchinyan
- Juan Alberto Rosas